# Wommelgem
Wommelgem là một đô thị ở tỉnh Antwerp. Thị trấn này chỉ gồm thị trấn Wommelgem proper. Tại thời điểm ngày 1 tháng 1 năm 2006, Wommelgem có dân số 12.126 người. Tổng diện tích là 13,01 km² với mật độ dân số là 932 người trên mỗi km².